# Siphonandra elliptica
Siphonandra elliptica là một loài thực vật có hoa trong họ Thạch nam. Loài này được (Ruiz & Pav. ex G. Don) Klotzsch miêu tả khoa học đầu tiên năm 1851.